# Ендрю Макбейн
Ендрю Макбейн (англ. Andrew McBain, нар. 18 січня 1965, Торонто) — колишній канадський хокеїст, що грав на позиції крайнього нападника. Грав за збірну команду Канади.
Провів понад 600 матчів у Національній хокейній лізі. 

## Ігрова кар'єра
Хокейну кар'єру розпочав 1981 року.
1983 року був обраний на драфті НХЛ під 8-м загальним номером командою «Вінніпег Джетс». 
Протягом професійної клубної ігрової кар'єри, що тривала 14 років, захищав кольори команд «Вінніпег Джетс», «Піттсбург Пінгвінс», «Ванкувер Канакс» та «Оттава Сенаторс».
Загалом провів 632 матчі в НХЛ, включаючи 24 гри плей-оф Кубка Стенлі.
Виступав за збірну Канади в складі якої став срібним призером чемпіонату світу в 1989.

## Статистика

### Клубні виступи
| Сезон        | Клуб                           | Ліга         | Регулярний сезон | Регулярний сезон | Регулярний сезон | Регулярний сезон | Регулярний сезон | Плей-оф | Плей-оф | Плей-оф | Плей-оф | Плей-оф |
| Сезон        | Клуб                           | Ліга         | І                | Г                | П                | О                | ШХ               | І       | Г       | П       | О       | ШХ      |
| ------------ | ------------------------------ | ------------ | ---------------- | ---------------- | ---------------- | ---------------- | ---------------- | ------- | ------- | ------- | ------- | ------- |
| 1981–82      | «Ніагара Фоллс Флаєрс»         | ОХЛ          | 68               | 19               | 25               | 44               | 35               | 5       | 0       | 3       | 3       | 4       |
| 1982–83      | «Норт-Бей Сентенніалс»         | ОХЛ          | 67               | 33               | 87               | 120              | 61               | 8       | 2       | 6       | 8       | 17      |
| 1983–84      | «Вінніпег Джетс»               | НХЛ          | 78               | 11               | 19               | 30               | 37               | 3       | 2       | 0       | 2       | 0       |
| 1984–85      | «Вінніпег Джетс»               | НХЛ          | 77               | 7                | 15               | 22               | 45               | 7       | 1       | 0       | 1       | 0       |
| 1985–86      | «Вінніпег Джетс»               | НХЛ          | 28               | 3                | 3                | 6                | 17               | —       | —       | —       | —       | —       |
| 1986–87      | «Вінніпег Джетс»               | НХЛ          | 71               | 11               | 21               | 32               | 106              | 9       | 0       | 2       | 2       | 10      |
| 1987–88      | «Вінніпег Джетс»               | НХЛ          | 74               | 32               | 31               | 63               | 145              | 5       | 2       | 5       | 7       | 29      |
| 1988–89      | «Вінніпег Джетс»               | НХЛ          | 80               | 37               | 40               | 77               | 71               | —       | —       | —       | —       | —       |
| 1989–90      | «Піттсбург Пінгвінс»           | НХЛ          | 41               | 5                | 9                | 14               | 51               | —       | —       | —       | —       | —       |
| 1989–90      | «Ванкувер Канакс»              | НХЛ          | 26               | 4                | 5                | 9                | 22               | —       | —       | —       | —       | —       |
| 1990–91      | «Ванкувер Канакс»              | НХЛ          | 13               | 0                | 5                | 5                | 32               | —       | —       | —       | —       | —       |
| 1990–91      | «Мілвокі Едміралс»             | ІХЛ          | 47               | 27               | 24               | 51               | 69               | 6       | 2       | 5       | 7       | 12      |
| 1991–92      | «Мілвокі Едміралс»             | ІХЛ          | 65               | 24               | 54               | 78               | 132              | 5       | 1       | 2       | 3       | 10      |
| 1991–92      | «Ванкувер Канакс»              | НХЛ          | 6                | 1                | 0                | 1                | 0                | —       | —       | —       | —       | —       |
| 1992–93      | «Нью-Гейвен Сенаторс»          | АХЛ          | 1                | 0                | 1                | 1                | 4                | —       | —       | —       | —       | —       |
| 1992–93      | «Оттава Сенаторс»              | НХЛ          | 59               | 7                | 16               | 23               | 43               | —       | —       | —       | —       | —       |
| 1993–94      | «Оттава Сенаторс»              | НХЛ          | 55               | 11               | 8                | 19               | 64               | —       | —       | —       | —       | —       |
| 1993–94      | «Принц Едвард Айленд Сенаторс» | АХЛ          | 26               | 6                | 10               | 16               | 102              | —       | —       | —       | —       | —       |
| 1994–95      | «Лас-Вегас Тандер»             | ІХЛ          | 62               | 15               | 27               | 42               | 111              | 8       | 0       | 3       | 3       | 33      |
| 1995–96      | «Форт-Вейн Кометс»             | ІХЛ          | 77               | 15               | 15               | 30               | 85               | 5       | 0       | 2       | 2       | 10      |
| Усього в НХЛ | Усього в НХЛ                   | Усього в НХЛ | 608              | 129              | 172              | 301              | 633              | 24      | 5       | 7       | 12      | 39      |

### Збірна
| Рік  | Команда | Турнір | Місце | І  | Г | П | О | ШХ |
| ---- | ------- | ------ | ----- | -- | - | - | - | -- |
| 1989 | Канада  | ЧС     | 2     | 10 | 6 | 2 | 8 | 8  |